# Moldavia ai Giochi della XXVIII Olimpiade
La Moldavia partecipò ai Giochi della XXVIII Olimpiade, svoltisi ad Atene, Grecia, dal 13 al 29 agosto 2004, con una delegazione di 33 atleti impegnati in otto discipline.

## Delegazione
| Sport             | Uomini | Donne | Totale |
| ----------------- | ------ | ----- | ------ |
| Atletica leggera  | 7      | 5     | 12     |
| Ciclismo          | 2      | -     | 2      |
| Judo              | 1      | -     | 1      |
| Lotta             | 2      | -     | 2      |
| Nuoto             | 8      | 2     | 10     |
| Pugilato          | 2      | -     | 2      |
| Sollevamento pesi | 3      | -     | 3      |
| Tiro              | 1      | -     | 1      |
| Totale            | 26     | 7     | 33     |

## Risultati

### Atletica leggera
| Q | Qualificato al turno successivo per la Classifica in qualificazione                                                          |
| q | Qualificato per il turno successivo per ripescaggio o, negli eventi su campo, conquistando la misura minima per qualificarsi |

Maschile
Eventi su pista e strada
| Atleta             | Evento       | Batteria  | Batteria   | Finale          | Finale          |
| Atleta             | Evento       | Risultato | Classifica | Risultato       | Classifica      |
| ------------------ | ------------ | --------- | ---------- | --------------- | --------------- |
| Ion Luchianov      | 3000 m siepi | 8'26"17   | 8º         | non qualificato | non qualificato |
| Fedosei Ciumacenco | Marcia 20 km | N.D.      | N.D.       | 1h29'06"        | 34º             |

Eventi sul campo
| Atleta            | Evento              | Qualification | Qualification | Finale          | Finale          |
| Atleta            | Evento              | Distanza      | Classifica    | Distanza        | Classifica      |
| ----------------- | ------------------- | ------------- | ------------- | --------------- | --------------- |
| Vladimir Letnicov | Salto triplo        | 16,25 m       | 25º           | non qualificato | non qualificato |
| Roman Rozna       | Lancio del martello | 71,78 m       | 28º           | non qualificato | non qualificato |
| Vadim Hranovschi  | Lancio del disco    | 55,64 m       | 32º           | non qualificato | non qualificato |
| Ivan Emilianov    | Getto del peso      | 19,25 m       | 25º           | non qualificato | non qualificato |

Prove multiple – Decathlon
| Atleta           | Evento    | 100 m | Salto in lungo | Getto del peso | Salto in alto | 400 m | 110 m ostacoli | Lancio del disco | Salto con l'asta | Lancio del giavellotto | 1500 m  | Finale | Classifica |
| ---------------- | --------- | ----- | -------------- | -------------- | ------------- | ----- | -------------- | ---------------- | ---------------- | ---------------------- | ------- | ------ | ---------- |
| Victor Covalenco | Risultato | 11"28 | 7,20 m         | 13,04 m        | 1,85 m        | 51"82 | 15"80          | 38,19 m          | nm               | 53,46 m                | 4'32"81 | 6543   | 30º        |
| Victor Covalenco | Punti     | 799   | 862            | 670            | 670           | 733   | 755            | 628              | 0                | 640                    | 786     | 6543   | 30º        |

Femminile
Eventi su pista e strada
| Atleta                 | Evento   | Batteria  | Batteria   | Semifinale      | Semifinale      | Finale          | Finale          |
| Atleta                 | Evento   | Risultato | Classifica | Risultato       | Classifica      | Risultato       | Classifica      |
| ---------------------- | -------- | --------- | ---------- | --------------- | --------------- | --------------- | --------------- |
| Olga Cristea           | 800 m    | 2'08"97   | 6ª         | non qualificata | non qualificata | non qualificata | non qualificata |
| Natalia Cercheș        | 10000 m  | N.D.      | N.D.       | N.D.            | N.D.            | 34'04"97        | 27ª             |
| Svetlana Șepelev-Tcaci | Maratona | N.D.      | N.D.       | N.D.            | N.D.            | 3h03'29"        | 61ª             |

Eventi sul campo
| Atleta         | Evento         | Qualification | Qualification | Finale          | Finale          |
| Atleta         | Evento         | Distanza      | Classifica    | Distanza        | Classifica      |
| -------------- | -------------- | ------------- | ------------- | --------------- | --------------- |
| Olga Bolșova   | Salto triplo   | 13,90 m       | 24ª           | non qualificata | non qualificata |
| Inna Gliznutsa | Salto in lungo | 1,85 m        | =26ª          | non qualificata | non qualificata |

### Ciclismo

#### Strada
Maschile
| Atleta        | Evento         | Tempo    | Classifica |
| ------------- | -------------- | -------- | ---------- |
| Ruslan Ivanov | Corsa in linea | 5h50'35" | 54º        |
| Igor Pugaci   | Corsa in linea | 5h50'35" | 66º        |

### Judo
Maschile
| Atleta       | Evento | 16-esimi               | Ottavi                           | Quarti                 | Semifinali               | Ripescaggio          | Finale                      | Pos. |
| Atleta       | Evento | Avversario Risultato   | Avversario Risultato             | Avversario Risultato   | Avversario Risultato     | Avversario Risultato | Avversario Risultato        | Pos. |
| ------------ | ------ | ---------------------- | -------------------------------- | ---------------------- | ------------------------ | -------------------- | --------------------------- | ---- |
| Victor Bivol | -73 kg | León (VEN) V 1001–0000 | Malekmohammadi (IRI) V 1000–0000 | Neto (POR) V 1000–0000 | Lee Wh (KOR) P 0100–1000 | Bye                  | Guilheiro (BRA) P 0000–0200 | 5º   |

### Lotta

#### Libera
Maschile
| Atleta            | Evento | Fase a gironi          | Fase a gironi        | Fase a gironi | Quarti di finale     | Semifinale           | Finale / FB          | Finale / FB |
| Atleta            | Evento | Avversario Risultato   | Avversario Risultato | Pos.          | Avversario Risultato | Avversario Risultato | Avversario Risultato | Pos.        |
| ----------------- | ------ | ---------------------- | -------------------- | ------------- | -------------------- | -------------------- | -------------------- | ----------- |
| Ghenadie Tulbea   | −55 kg | Montero (CUB) P 0–3 PO | Abas (USA) P 1–3 PP  | 3º            | non qualificato      | non qualificato      | non qualificato      | 21º         |
| Ruslan Bodișteanu | −66 kg | Əsgərov (AZE) P 1–3 PP | Kelly (USA) P 0–3 PO | 3º            | non qualificato      | non qualificato      | non qualificato      | 19º         |

### Nuoto
Maschile
| Atleta             | Evento             | Batteria  | Batteria   | Semifinale      | Semifinale      | Finale          | Finale          |
| Atleta             | Evento             | Risultato | Classifica | Risultato       | Classifica      | Risultato       | Classifica      |
| ------------------ | ------------------ | --------- | ---------- | --------------- | --------------- | --------------- | --------------- |
| Octavian Guțu      | 100 m stile libero | 51"84     | 47º        | non qualificato | non qualificato | non qualificato | non qualificato |
| Ștefan Pinciuc     | 200 m stile libero | 1'54"56   | 56º        | non qualificato | non qualificato | non qualificato | non qualificato |
| Victor Rogut       | 400 m stile libero | 4'01"68   | 35º        | N.D.            | N.D.            | non qualificato | non qualificato |
| Alexandru Ivlev    | 100 m dorso        | 1'00"13   | 42º        | non qualificato | non qualificato | non qualificato | non qualificato |
| Andrei Mihailov    | 200 m dorso        | 2'06"97   | 34º        | non qualificato | non qualificato | non qualificato | non qualificato |
| Andrei Capitanciuc | 100 m rana         | 1'05"65   | =47º       | non qualificato | non qualificato | non qualificato | non qualificato |
| Sergiu Postică     | 200 m rana         | 2'27"21   | 45º        | non qualificato | non qualificato | non qualificato | non qualificato |
| Andrei Zaharov     | 200 m misti        | 2'07"40   | 39º        | non qualificato | non qualificato | non qualificato | non qualificato |

Femminile
| Atleta          | Evento             | Batteria  | Batteria   | Semifinale      | Semifinale      | Finale          | Finale          |
| Atleta          | Evento             | Risultato | Classifica | Risultato       | Classifica      | Risultato       | Classifica      |
| --------------- | ------------------ | --------- | ---------- | --------------- | --------------- | --------------- | --------------- |
| Maria Tregubova | 50 m stile libero  | 28"40     | 48ª        | non qualificata | non qualificata | non qualificata | non qualificata |
| Nicoleta Coica  | 100 m stile libero | 59"85     | 47ª        | non qualificata | non qualificata | non qualificata | non qualificata |

### Pugilato
Maschile
| Atleta          | Evento      | 16-esimi             | Ottavi               | Quarti               | Semifinali           | Finale               | Pos.            |
| Atleta          | Evento      | Avversario Punteggio | Avversario Punteggio | Avversario Punteggio | Avversario Punteggio | Avversario Punteggio | Pos.            |
| --------------- | ----------- | -------------------- | -------------------- | -------------------- | -------------------- | -------------------- | --------------- |
| Igor Samoilenco | Pesi mosca  | Gamboa (CUB) P 33–46 | non qualificato      | non qualificato      | non qualificato      | non qualificato      | non qualificato |
| Vitalie Grușac  | Pesi welter | Bye                  | Kim Jj (KOR) P 20–23 | non qualificato      | non qualificato      | non qualificato      | non qualificato |

### Sollevamento pesi
Maschile
| Atleta           | Evento           | Strappo   | Strappo    | Slancio   | Slancio    | Totale | Classifica |
| Atleta           | Evento           | Risultato | Classifica | Risultato | Classifica | Totale | Classifica |
| ---------------- | ---------------- | --------- | ---------- | --------- | ---------- | ------ | ---------- |
| Eugen Bratan     | -94 kg maschile  | 175       | 4º         | 205       | 13º        | 380    | 10º        |
| Vadim Vacarciuc  | -94 kg maschile  | 175       | r          | -         | -          | -      | r          |
| Alexandru Bratan | -105 kg maschile | 192,5     | 2º         | 222,5     | 5º         | 415    | 4º         |

### Tiro a segno/volo
Maschile
| Atleta        | Evento                | Qualificazioni | Qualificazioni | Finale          | Finale          |
| Atleta        | Evento                | Punti          | Classifica     | Punti           | Classifica      |
| ------------- | --------------------- | -------------- | -------------- | --------------- | --------------- |
| Oleg Moldovan | 10 m bersaglio mobile | 568            | 14º            | non qualificato | non qualificato |